# Dénes Pataky
Dénes Pataky (Budapeste, 30 de junho de 1916 – Toronto, Ontário, 7 de abril de 1987) foi um patinador artístico húngaro, que competiu no individual masculino. Ele conquistou uma medalha de bronze em campeonatos mundiais, uma medalha de prata em campeonatos europeus e foi tetracampeão do campeonato nacional húngaro. Pataky disputou os Jogos Olímpicos de Inverno de 1936 terminando na nona posição.

## Principais resultados
| Resultados                                            | Resultados      | Resultados       | Resultados        | Resultados      | Resultados    | Resultados    | Resultados    | Resultados    | Resultados    | Resultados    | Resultados    | Resultados    | Resultados    | Resultados    |
| Internacional                                         | Internacional   | Internacional    | Internacional     | Internacional   | Internacional | Internacional | Internacional | Internacional | Internacional | Internacional | Internacional | Internacional | Internacional | Internacional |
| Evento/Temporada                                      | 1932– 1933      | 1933– 1934       | 1934– 1935        | 1935– 1936      |               |               |               |               |               |               |               |               |               |               |
| ----------------------------------------------------- | --------------- | ---------------- | ----------------- | --------------- | ------------- | ------------- | ------------- | ------------- | ------------- | ------------- | ------------- | ------------- | ------------- | ------------- |
| Jogos Olímpicos                                       |                 |                  |                   | 9.º             |               |               |               |               |               |               |               |               |               |               |
| Campeonato Mundial                                    |                 | 5.º              | Medalha de bronze | 6.º             |               |               |               |               |               |               |               |               |               |               |
| Campeonato Europeu                                    |                 | Medalha de prata |                   |                 |               |               |               |               |               |               |               |               |               |               |
| Nacional                                              |                 |                  |                   |                 |               |               |               |               |               |               |               |               |               |               |
| Campeonato Húngaro                                    | Medalha de ouro | Medalha de ouro  | Medalha de ouro   | Medalha de ouro |               |               |               |               |               |               |               |               |               |               |
|                                                       |                 |                  |                   |                 |               |               |               |               |               |               |               |               |               |               |
| Legenda: Competição não foi disputada nesta temporada |                 |                  |                   |                 |               |               |               |               |               |               |               |               |               |               |